# Notropis melanostomus
Notropis melanostomus (tên tiếng Anh là Blackmouth Shiner) là một loài cá vây tia thuộc họ Cyprinidae.
Loài này chỉ có ở Hoa Kỳ.